# Jack Churchill
Oberstløjtnant John Malcolm Thorpe Fleming "Jack" Churchill, (født 16. september 1906, død 8. marts 1996) som bar kælenavnene Kæmpende Jack Churchill og Gale Jack, var en britisk soldat som deltog i 2. verdenskrig bevæbnet med en langbue, sækkepibe og et skotsk sværd.
Han var kendt for mottoet: "Enhver officer som drager i krig uden sit sværd er ikke korrekt påklædt". Det siges at Churchill stod bag det sidste bekræftede langbuedrab i krig da han skød en tysk underofficer i en fransk landsby i 1940.

## Tidlige liv
Churchill blev født i Ceylon. Både hans far, Alec Fleming Churchill, og hans bedstefar, John Fleming Churchill, tjente i Ceylon Civil Service. Kort efter Churchills fødsel vendte familien tilbage til Surrey, hvor hans lillebror, Thomas Bell Lindsay Churchill, blev født i 1907. I 1910 flyttede Churchill-familien til Hong Kong da Alec Fleming Churchill fik jobbet som chef for de offentlige arbejder i Hong Kong. Den 3. og yngste søn i familien, Robert Alec Farquar Churchill, blev født i Hong Kong i 1911. Familien returnerede til England i 1917.
John 'Jack' Churchill blev uddannet på King William's College på Isle of Man og efterfølgende fra Royal Military Academy Sandhurst i 1926. Han gjorde derefter tjeneste i Burma med Manchester Regimentet. Han benyttede en stor del af sin fritid under sit ophold i Burma med at køre motorcykel.
Han forlod hæren i 1936 og arbejdede som en avisredaktør i Nairobi i Kenya og som model. Han benyttede sine evner indenfor bueskydning og sækkepibe til at spille en mindre rolle i filmen Tyven fra Bagdad fra 1924 og igen i 1938 i filmen En yankee i Oxford. Han vandt andenpladsen i den militære sækkepibekonkurrence i Aldershot. I 1939 repræsenterede Jack Churchill Storbritannien ved verdensmesterskaberne i bueskydning i Oslo.

## 2. verdenskrig

### Frankrig (1940)
Churchill genoptog sin militærkarriere efter Hitler invaderede Polen i september 1939. Han blev som en del af det britiske ekspeditionskorps sendt til Frankrig. I maj 1940 angreb Churchill og hans enhed (Manchester Regimentet en tysk patrulje nær L'Épinette (nær Richebourg i Pas-de-Calais). Det siges, at Churchill indledte angrebet ved at nedskyde en tysk feldwebel med en pil fra sin langbue, hvorved han blev den eneste britiske soldat der fik et bekræftet drab med langbue i 2. verdenskrig. Churchill har dog selv senere udtalt, at hans bue blev knust under en lastbil, inden dette angreb.
Ifølge sønnen Malcolm var han sammen med sin deling i et tårn og som tyskerne kom nærmere sagde han "jeg skyder den første tysker med en pil", og det var nøjagtigt hvad han gjorde. Efter slaget ved Dunkerque meldte han sig til de nyoprettede britiske kommandosoldater.
Jacks yngre bror, Thomas 'Tom' Churchill tjente også i de britiske kommandostyrker og havde kommandoen over en brigade under krigen. Efter krigen skrev Thomas en bog, Commando Crusade, der løftede sløret for nogle af brødrenes oplevelser under krigen. Jack and Thomas' yngste bror, Robert, kendt som 'Buster', tjente i Royal Navy og blev dræbt i kamp i 1942.

### Norge (1941)
Jack Churchill var næstkommanderende i "No. 3 Commando" under Operation Archery, som var et angreb på den tyske garnison på Vågsøy i Norge den 27. december 1941. Da landgangsfartøjet ramte stranden stormede Churchill i land mens han spillede "March of the Cameron Men" på sin sækkepibe før han gik frem til kamphandlingerne. For sine aktioner under kamphandlingerne ved Dunkerque og Vågsøy, modtog Churchill Military Cross med en sparre.

### Italien (1943)
I juli 1943 ledte han "2 Commando" fra deres landgangspunkt ved Catania på Sicilien med sit skotske sværd hængt på bæltet, pile på ryggen og en sækkepibe under armen, hvilket han også gjorde ved landgangen ved Salerno. Churchill og 2 Commando blev beordret til at erobre en tysk observationspost nær byen Molina som kontrollerede den vej der førte væk fra brohovedet ved Salerno.
Sammen en korporal infiltrerede han byen og erobrede observationsposten og tog i den forbindelse 42 fanger inklusiv en mortérdeling. Churchill førte sine mænd og krigsfangerne tilbage til brohovedet mens de sårede blev transporteret på vogne som blev trukket af de tyske fanger. Churchill udtalte senere at det var "som et billede fra Napoleonskrigene". Han modtog Distinguished Service Order for sin rolle i kampene ved Salerno.
Churchill vendte senere tilbage til byen for at hente sit sværd som han mistede under nærkampene med de tyske styrker. På sin vej derhen mødte han en amerikansk patrulje som havde mistet orienteringen og gik mod fjendens linjer. Da underofficeren der ledte patruljen ikke ville vende om fortalte Churchill dem at han gik mod de venlige linjer, og at "han fandeme ikke ville vende tilbage en tredje gang".

### Jugoslavien og tilfangetagelse (1944)
I 1944 anførte han en Commando-styrke i Jugoslavien, hvor de støttede Josip Broz Titos partisaner fra øen Vis i adriaterhavet. I maj blev han beordret til at angribe den tyskbesatte ø Brac. Han organiserede en broget styrke bestående af 1.500 partisaner, 43 Commando og en deling fra 40 Commando til angrebet. Landgangen på øen blev ikke mødt med modstand, men efter at have set de tyske stillinger besluttede partisanerne at udskyde angrebet til næste dag. Churchills sækkepibe signalerede starten på angrebet, men efter at en Spitfire fra Royal Air Force fejlagtigt angreb den allierede styrke besluttede Churchill at trække sig tilbage og angribe den følgende morgen.
Den følgende morgen angreb 43 Commando anført af Churchill sammen med elementer fra 40 Commando. Partisanerne valgte ikke at støtte angrebet og forblev ved landgangsområdet. Det lykkedes kun Churchill og seks andre at nå frem til målet. En mortergranat dræbte og sårede alle i gruppen undtagen Churchill som spillede "Will Ye No Come Back Again?" på sin sækkepibe mens tyskerne rykkede frem. Han blev slået bevidstløs af granater og taget som krigsfange. Han blev senere fløjet til Berlin for at blive afhørt og efterfølgende overført til koncentrationslejren i Sachsenhausen.
I september 1944 lykkedes det Churchill og en officer fra Royal Air Force at kravle under et hegn igennem et forladt dræn og forsøgte at gå til østersøkysten. De blev fanget i nærheden af den tyske kystby Rostock, et par kilometer fra havet. I slutningen af april 1945 blev Churchill og omkring 140 andre prominente fanger overført til Tyrol, bevogtet af SS-styrker.
Den lykkedes en delegation af fanger at komme i kontakt med højtstående officerer fra Værnemagten hvor de fortalte at de frygtede at fangerne ville blive henrettet af deres SS-fangevogtere. Efterfølgende rykkede en tysk hærenhed anført af Hauptmann Wichard von Alvensleben og beskyttede fangerne. SS-styrken kom på denne måde i mindretal og valgte at overlade fangerne til værnemagten. Fangerne blev efterfølgende frigivet af den tyske hærstyrke og Churchill gik 150 kilometer til Verona i Italien, hvor han mødte en pansret styrke fra US Army.

### Burma (1945)
Da stillehavskrigen stadig rasede blev Churchill sendt til Burma, hvor nogle af de største slag mellem de allierede og Japan var blev udkæmpet. Da Churchill nåede frem til Indien havde US Air Force kastet atombomberne over Hiroshima og Nagasaki, og krigen var afsluttet. Churchill skulle efter sigende have været utilfreds med den pludselige afslutning på krigen og have sagt: "hvis det ikke var for de forbandede Yankeer kunne vi have kørt krigen videre i endnu ti år!"

## Efter 2. verdenskrig
I 1946 producerede Twentieth Century Fox filmen Ivanhoe hvor Churchills kammerat fra roklubben Robert Taylor medvirkede. Filmselskabet hyrede også Churchill til at spille en bueskytte der affyrede pile fra muren på Warwick Castle.

### Britisk Palæstina
Efter afslutningen på 2. verdenskrig blev Churchill uddannet som faldskærmsudspringer og blev overført til Seaforth Highlanders. Han blev kort tid efter udstationeret i Palæstina som næstkommanderende i 1. bataljon i Highland Light Infantry.
I foråret 1948, kort før afslutningen på det britiske mandat i regionen blev Churchill involveret i en anden konflikt. Sammen med tolv af sine soldater forsøgte at han undsætte en nødhjælpskonvoj på vej mod Hadassah som var blevet angrebet af arabiske oprørere. Major Jack Churchill var en af de første personer på stedet og tilbød folkene i en bus at blive evakueret i en pansret mandskabsvogn. Hans tilbud blev afslået da man troede at det israelske Haganah ville komme dem til undsætning. Da der ikke dukkede en israelsk undsætning op lagde Churchill og hans 12 mænd dækild mod de hundredvis af arabiske angrebsmænd.
Om episoden sagde han: Omkring 150 oprørere bevæbnet med alt fra gamle bagladegeværer til Sten- og Brengeværer, optog stilling bag et kaktusområde i nærheden af den amerikanske koloni i Jerusalem... Jeg gik ud og mødte dem ansigt til ansigt ... omkring 250 mænd bevæbnede med skydevåben var på kanten af vore område og skød mod konvojen... Jeg tryglede dem om at holde sig væk fra den amerikanske koloni med deres nedrige formål.
Han koordinerede evakueringen af omkring 700 jødiske læger, patienter og studerende fra Hadassah hospitalet ved det Hebraiske universitet på Mt. Scopus i Jerusalem.

### Australien og surfing
I sine senere år arbejdede Churchill som instruktør på land/luft-kampskolen i Australien hvor han blev en ivrig udøver af surfing. Tilbage i England var han den første til at surfe på Severns 1,3 meter tidevandsbølge. Han designede desuden sit eget surfbræt. I perioden frem til til sin pensionering arbejdede han i skrivebordsarbejde i British Army.

### Otium (1959–1996)
Han trak sig tilbage fra British Army i 1959 med to Distinguished Service Order. Efter sin pension forsatte han sin excentricitet. Han forskrækkede togkonduktører og passagerer ved at kaste sin baggage ud af vinduet mens toget stadig var i fart hver dag på vej hjem. Han forklarede senere at han kastede sin baggage ind i sin egen baghave så han ikke behøvede at slæbe den hjem fra stationen. Han sejlede desuden kulfyrede skibe på Themsen og fjernstyrede modelkrigsskibe. Han døde i Surrey i 1996.
I marts 2014, offentliggjorde den norske Royal Explorers Club en bog hvori Churchill blev nævnt som en af de dygtigste opdagelsesrejsende og eventyrer nogensinde.

## Familie
Churchill giftede sig med Rosamund Margaret Denny, Sir Maurice Edward Denneys datter og Sir Archibald Dennys barnebarn den 8. marts 1941. De fik to børn, Malcolm John Leslie Churchill, født 11. november 1942 og Rodney Alistair Gladstone Churchill, født 4. juli 1947.
Jack er ikke i familie med Winston Churchill, den britiske premierminister under krigen.